# Pirate Galaxy
Pirate Galaxy é um free-to-play, massively multiplayer online escrito em Java. Os jogadores operam naves espaciais, exploram vários planetas, mineram minerais da órbita, lutam contra outros jogadores e inimigos no combate planetário. O jogo apresenta gráficos 3D e é executado a partir de um cliente para download.

## Enredo
Os sistemas estelares estão cercados por uma raça de alienígenas chamada Mantis. Os Mantis são implacáveis em sua busca de recursos e poder. A paz foi pensada para ter sido uma opção, mas os Mantis não poderiam ser confiáveis, a raça humana se viu subjugada pelas forças opostas. Lutando para trás com todo seu poder os exércitos dos seres humanos dos sistemas numerosos da estrela lutaram bravamente. Há apenas um punhado desses pilotos deixados enquanto o mercenário e pirata se multiplicaram e os exércitos estão olhando para recrutar pessoas, é aí que você entra piloto.
Os jogadores começam em um quase esquecido planeta chamado "Kalebesh" no sistema Vega, como um contrabandista. Neste planeta, o jogador vai aprender o que as coisas são, e obter suas missões, que acabará por levar a um novo planeta chamado "Axiom". No enredo, os jogadores chegarão a outros planetas e também se juntarão aos colonos, que são os primeiros inimigos. Depois de uma grande luta com uma nave-mãe Mantis, eles vão para um novo sistema estelar, "Antares". Aqui os jogadores encontram o Almirante, e vão ajudá-lo a encontrar sua filha. Depois de outra grande luta, o jogador terá acesso a outro sistema: "Gemini", onde eles encontram Isaque, Sara, e os aldeões que sobreviveram à guerra com o Mantis. Quando finalmente terminando a história, os jogadores vão chegar em "Mizar", onde se encontram os Baumarian Fighters. Depois de mais uma grande luta, os jogadores vão alcançar o seu próprio sistema solar, o Sol, que agora é controlada por Imperiais. Depois de roubar e artefato antigo do Imperador e mais uma vez uma nave maciça mantis, o jogador vai ganhar a entrada para Draconis, o mais novo sistema de Pirate Galaxy no momento. Aqui, os jogadores encontram os Methanoids, outra raça alienígena. Em Draconis é a nave-mãe dos Mantis: a colmeia Mantis, onde o jogador deve derrotar Rainha Mantis para completar o artefato antigo. Após experimentos com o artefato, um buraco de minhoca abrirá para o novo sistema, o Sirius Singularity. Aqui começa a próxima aventura.  Inúmeras riquezas aguardam por lá, mas apenas para os mais corajosos pilotos que escolheram mais uma vez enfrentar os Mantis e os criminosos desonestos methanoid.
Cryonite, o mineral mais precioso da galáxia. É extremamente raro e só é encontrado profundamente na crosta de um planeta. Anteriormente, os sistemas eram um hub cheio de comerciantes, negociando por Cryonite. Quando o Mantis atacou, os comerciantes ricos foram forçados à escravidão.

## Tipos de Naves
Há muitos navios em pirate galaxy, custando a partir de centenas a centenas de milhares de cryonite cada. Existem quatro tipos principais de naves:
- Tank: O músculo do Pirate galaxy, estes gigantes têm altos pontos de vida, mas são relativamente lentos e têm poder de ataque medíocre. Enquanto praticamente imparável por Mantis, o jogador versus jogador contra essas naves tendem a falhar. Isso inclui o novo META-01 Tank, e extremamente forte AnIn-1 Dominador.
- Engineer: O piloto de uma dessas naves é o seu melhor amigo. O engenheiro pode reparar naves ao redor e até mesmo reconstruir reconstruir a nave do jogador se abatido. que inclui a META-04 engineer e a AnIn-3 Constructor.
- Storm: Estas naves têm o maior poder de fogo. Elas atiram mais e com mais precisão do que qualquer outra nave no jogo, e são os únicos equipados com foguetes, como a META-02 Storm e AnIn-12 Parsec.
- Shock: Estas naves são indiscutivelmente o melhor jogador vs jogador lutador, capaz de atordoar naves inimigas e usar um atuador de velocidade que acelera o equipamento de aliados. Dois exemplos: o META-03 Shock e AnIn-10 Terrorizer.

Os seguintes tipos de naves são desbloqueadas com o progresso através do jogo:
- Sniper: Este tipo de nave é introduzida pela primeira vez no Sistema Sol como um nave dourado raro. Estas naves têm armas de imensamente longo alcance e poderosas que podem derrubar os inimigos antes de serem vistas, e podem implantar um droide de ataque para auxiliar o jogador durante os combates a curta distância, como a META-05 Sniper, STAM-X shadow Sniper (Sol Rare Ship) e Parsec Disruptor.
- Defender: Essas camadas de minas são essencialmente naves defensivas, que podem colocar minas e derrubar torres que atacam inimigos e reparar aliados. Esta classe é a mais nova e a nave em sua classe é a META-X Defender e Hyan Mutilator.
- Hybrid: Estas naves são uma mistura de dois ou mais desses tipos de naves acima. Alguns exemplos de naves híbridas são Ancient Myst, Ancient Punisher, and Hunter Parsec (Mistura de Shock e Sniper).

## Jogabilidade
No jogo, os jogadores devem assumir o controle em qualquer uma das grandes variedades de naves espaciais, realizar várias tarefas, tais como a exploração espacial, e jogar em muitas missões emocionantes. O jogador deve explorar os diferentes sistemas estelares e planetas, atualizar o seu navio com novas tecnologias, e completar várias missões para progredir ao longo do enredo.
Pirate Galaxy é um massively multiplayer online role-playing game onde os jogadores podem interagir com outros jogadores de todo o mundo, fazer amigos, criar ou participar de clãs para o jogador versus jogador (PvP) batalhas de conquista, e criar um esquadrão para explodir os naves inimigas.
Começando no planeta Kalabesh no sistema Vega, há um total de sistemas de 8 estrelas e mais de 30 planetas para explorar.
Os sistemas estelares são os seguintes: Vega, Antares, Gemini, Mizar, Sol, Draconis, Sirius Singularity, e Tau Ceti. Estes sistemas são semelhantes às estrelas da Via Láctea, mostrando os planetas semelhantes, incluindo o sol.
A recém-atualizada Sirius Singularity é um sistema que precisa de muito trabalho em equipe em que os aliados do clã têm o papel a desempenhar. A Sirius Singularity tem 5 anéis em que 1–4 são planetas de recursos e o 5º é um planeta antigo do qual você obtém itens antigos de outros sistemas e Sirius Singularity, a nave de salto desempenha papel importante para saltar ao planeta realizando missões em 1-4 planetas do anel e missão não precisa ser feita para pular do 5º anel, O jogador tem que pular do planeta para outros antes que o planeta colapse e ele será exibido no perfil do planeta. O planeta entrará em colapso, e até os novos serão feitos automaticamente, mas os nomes são aleatórios.
Sirius Singularity é orientada para o clã, que você precisa comprar um navio de salto do clã para 75.000 Cryonite para viajar em torno de Sirius até que o navio de salto explode por não saltar para outro planeta quando o planeta desmorona. Além disso, Tau Ceti não está terminado no momento. (Liberando novos episódios a cada mês).

## Blueprints e Gold Blueprints
Existem dois tipos de Blueprints no jogo, conhecido como Blueprints (comum) e Gold Blueprints (raro). Blueprints são azuis na cor, e oferecem 50% mais baixo custo do que os Gold Blueprints. Gold Blueprints são de ouro em cores, e mais difícil de encontrar em comparação com os Blueprints comuns. Blueprints dão da mais baixa para a segunda melhor qualidade, enquanto o Gold Blueprints oferecer a melhor tecnologia do sistema.
O desenvolvedor fez algumas mudanças desde a adição do sistema Sirius Singularity. No 5º anel, os jogadores podem obter os Blueprints mais fortes que os Gold Blueprints.
Existem 3 tipos diferentes de Blueprints que são obtidas a partir de Sirius Singularity: Sirius Ancient Long or Rapid, Sirius Ancient Strong, Sirius Ancient. A durabilidade, a força e a sustentabilidade aumentam com os Ancients. A tecnologia Sirius Long  aplica-se somente à tecnologia da velocidade (Pós-Combustor, Atuador de Velocidade, Escudo, Protetor, Droide de Reparo).

## Recepção
O jogo geralmente recebeu críticas favoráveis.

## Prêmios
O jogo recebeu um prêmio em Deutscher Entwicklerpreis 2009 para a inovação tecnológica, e foi nomeado em Deutscher Computerspielpreis para o melhor jogo baseado em navegador do ano.